# カメンスク＝シャフチンスキー

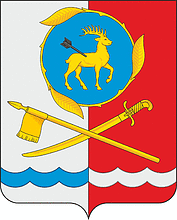
カメンスク＝シャフチンスキー市の紋章

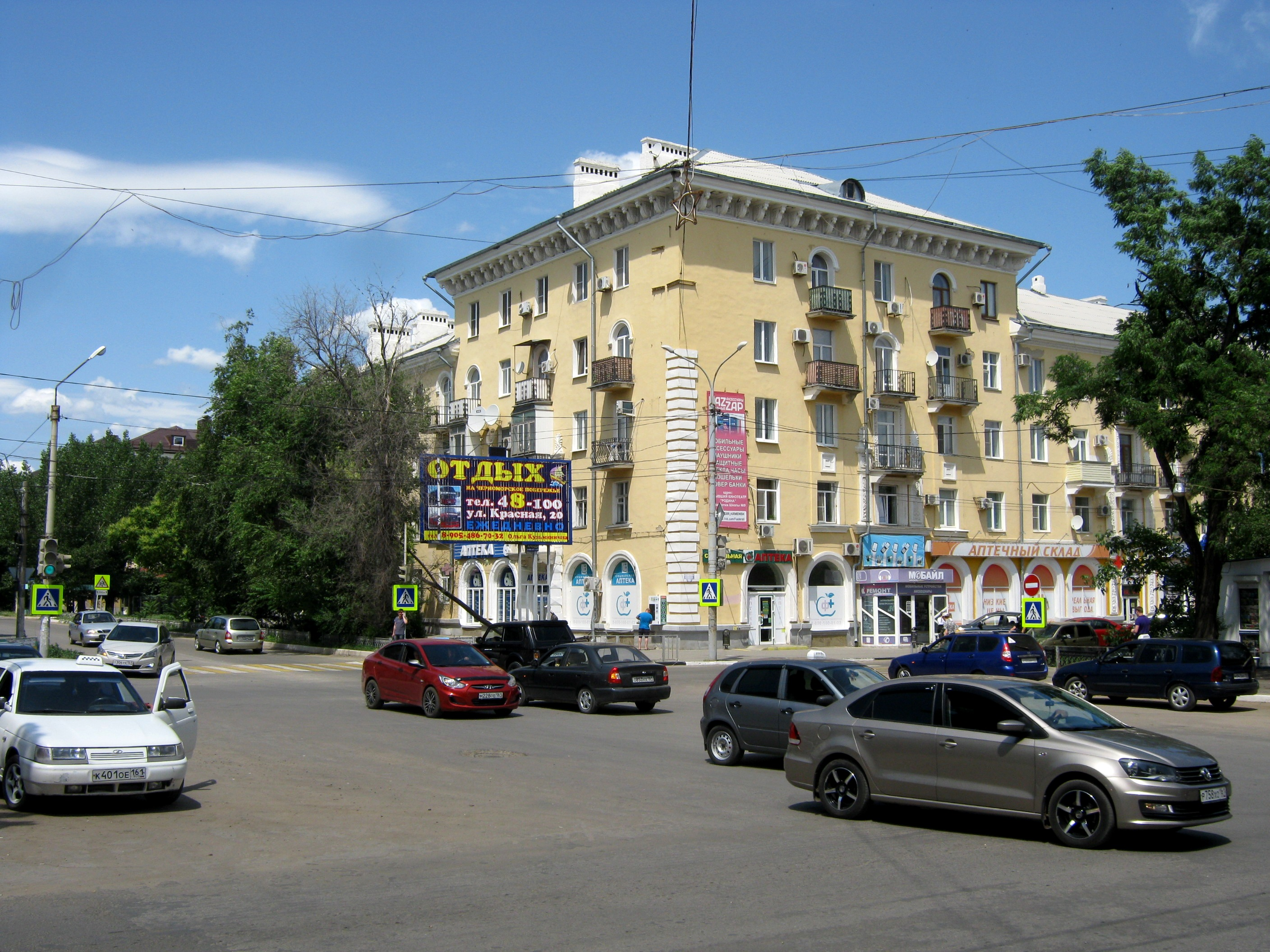
カメンスク＝シャフチンスキー市街

カメンスク＝シャフチンスキー（ロシア語: Ка́менск-Ша́хтинский , Kamensk-Shakhtinsky）は、ロシア南部のロストフ州の都市。人口は8万6365人（2021年）。ウクライナ国境からほど近い、ドネツ川の南岸の街である。ウクライナ南東部からロシアに伸びるドネツ丘陵の北東麓にあり、古くから炭鉱で栄えた。州都ロストフ・ナ・ドヌの北145キロメートルに位置する。

## 歴史
現在のカメンスク＝シャフチンスキーの近くに、1671年にカメンスカヤというコサックの集落が建てられた。カメンスカヤとは、近くを流れていたカメンカ川に由来する。元の場所では春の雪解け水の洪水にさらされるほか、何度も大火が起こったため町は移転を繰り返しており、1817年の大火の後に現在のドネツ川右岸（南岸）に移転した。当時はドン軍管州に属しており、19世紀末から炭鉱の開発や鉄道敷設などで人が集まる大きな町となっていった。
10月革命とロシア内戦の後、カメンスカヤは1920年よりウクライナ・ソビエト社会主義共和国のドネツク県に所属したが、1925年10月の行政改革でロシア・ソビエト社会主義共和国連邦に移管された。1927年3月28日、カメンスカヤは市の地位を与えられカメンスク市となったが、他のカメンスク市（ウラル地方のカメンスク＝ウラリスキーなど）と区別するために1929年にカメンスク＝シャフチンスキーと改名された。シャフチンスキーとは「鉱山の」を意味し、当地の重要な産業である炭鉱に由来する。
第二次世界大戦での独ソ戦（ソ連でいうところの「大祖国戦争」）では、カメンスク＝シャフチンスキーは1942年7月18日にドイツ軍に占領され、1943年2月13日に赤軍が奪回した。住民にはパルチザン活動に身を投じてドイツ軍に抵抗する者もあった。1943年1月に赤軍の小部隊がカメンスク＝シャフチンスキー近くに達したが市街地への突入と解放には至らず、その後押し返したドイツ軍による市民の徴兵・尋問・虐殺などが行われた。
1954年から1957年まで、ロストフ州北部とその周辺に「カメンスク州」が作られカメンスク＝シャフチンスキーがその州都となったが、州の解体によりカメンスク＝シャフチンスキーはロストフ州に戻った。1987年にはカメンスカヤ駅でカメンスク＝シャフチンスキー鉄道事故が起こり106人が死亡した。
2004年に都市型集落リホヴスコイ（2002年国勢調査では人口13,638人）とザヴォードスキー（2002年国勢調査では人口8,962人）が合併され、それまで7万人程度だった人口は10万人近くに達したが、その後人口は減少傾向にある。

## 経済と交通
カメンスク＝シャフチンスキーはドネツ盆地（ドンバス）東部に位置しており、付近では炭鉱が盛んであった。市内には化学工場や機械製造工場や食品工場などが立地している。
首都モスクワ（距離910キロメートル）と南の州都ロストフ・ナ・ドヌやクラスノダル地方を結ぶロシア連邦道路M4が通るほか、鉄道がロストフ・ナ・ドヌや各地とを結んでいる。

## ギャラリー

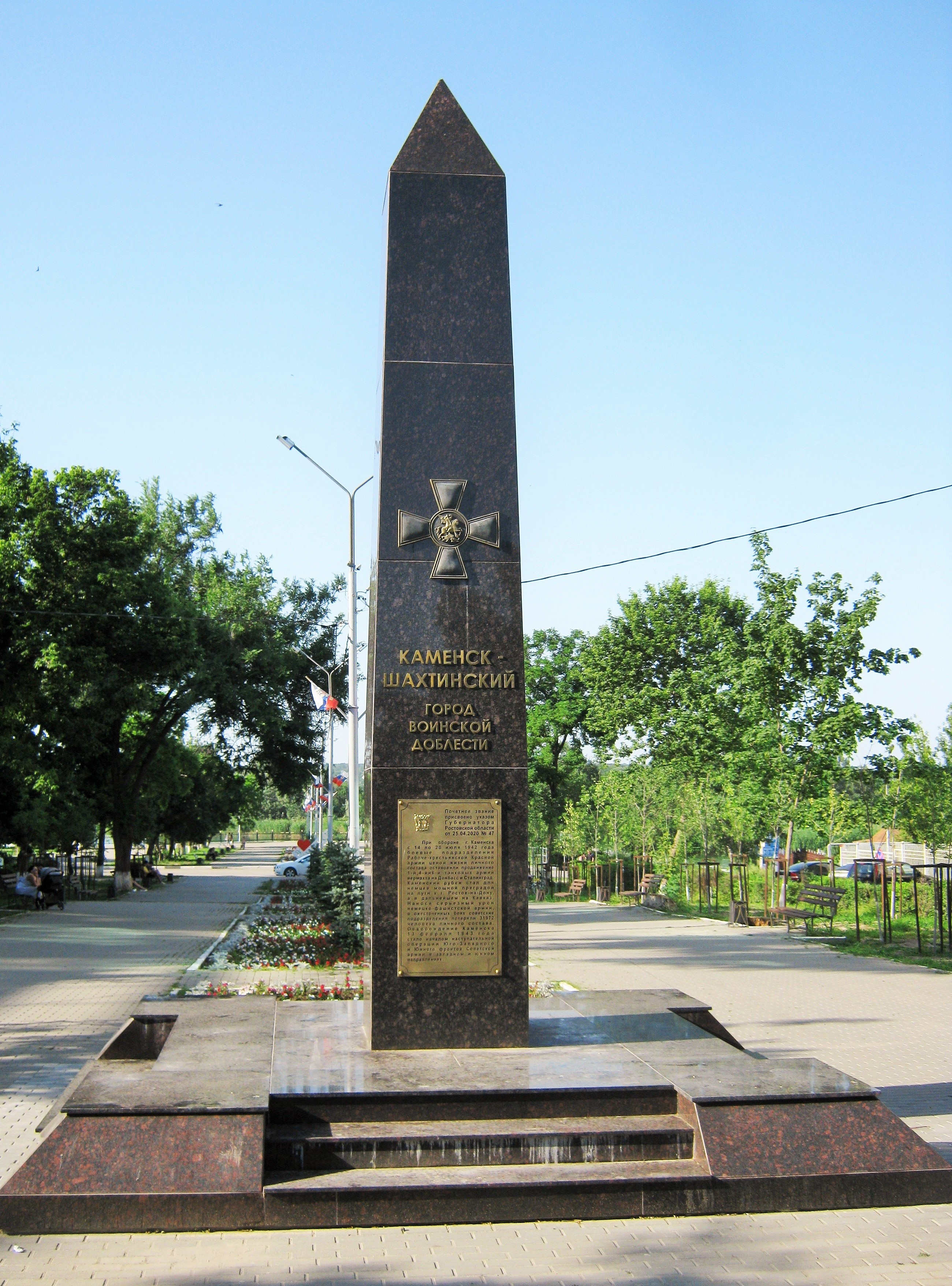
大祖国戦争での武勇を記念する碑
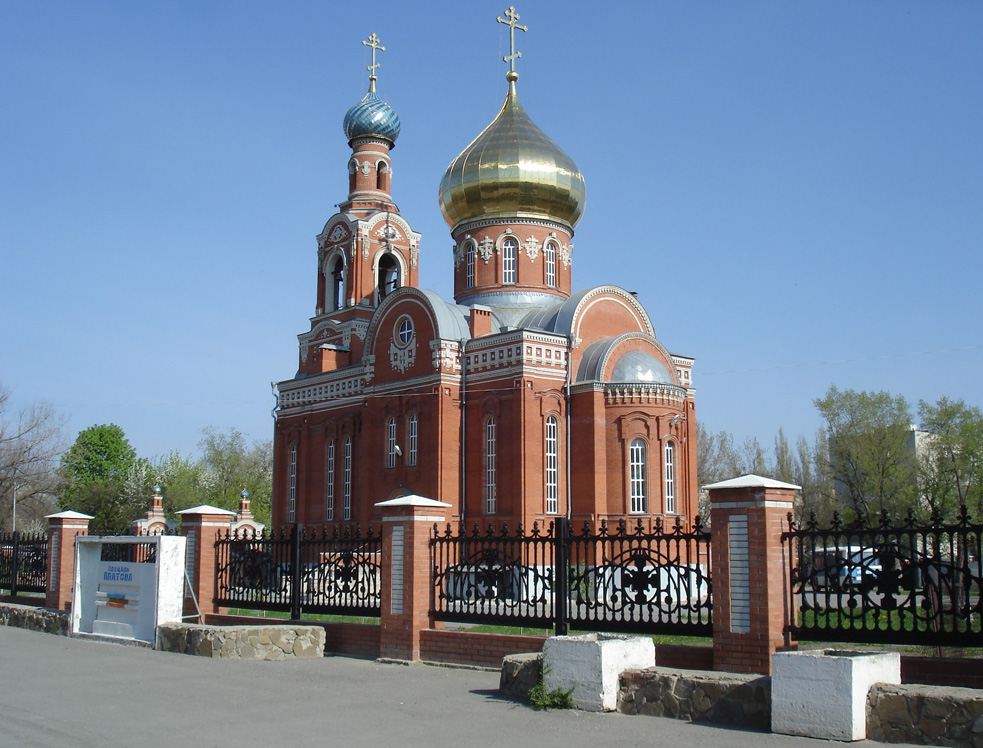
生神女庇護聖堂（カメンスク＝シャフチンスキー）